# Paul Colliette
Paul Colliette, né le 12 mai 1879 à Paris et mort le 26 avril 1961 dans cette même ville est un militant socialiste et résistant français.
Fils d'un cheminot mort très jeune, Paul Colliette fréquente dans sa jeunesses les groupes anarchistes, et fait la rencontre d'Élisée Reclus et Jean Grave.
Il se rapprocha cependant très vite des milieux socialistes, et adhéra à la SFIO dès sa fondation, en 1905.
Au congrès de Tours, il choisit de rester à la SFIO, puis devient un des piliers du courant Bataille socialiste, mené par Jean Zyromski, étant notamment le secrétaire de rédaction du journal du même nom.
Pendant la deuxième guerre mondiale, il joue un rôle important dans la mise en place du Comité d'Action socialiste à Paris.
En 1960, cependant, il quitta la SFIO pour rejoindre le Parti socialiste unifié.